# Израилов, Ададий Натанович
Ададий Натанович Израилов (род. 1939) — советский и узбекский волейболист и волейбольный тренер. Наиболее известен по работе с клубом «Автомобилист» (Ташкент).

## Биография
Родился в 1939 году. Заслуженный тренер Узбекской ССР и заслуженный тренер СССР (1981).
В 1970  году возглавил «Автомобилист». В следующем сезоне волейболистки из столицы Узбекистана первенствовали в турнире 2-й группы и, победив в переходных матчах киевский «Буревестник», получили путёвку в высшую лигу советского волейбола.д

## Достижения
- 4-е место в чемпионате СССР 1977
- Обладатель Кубка СССР 1978
  - Серебряный (1972) и бронзовый (1976) призёр розыгрышей Кубка СССР

## Личная жизнь
Первый муж Ирины Винер. В браке родился сын Натан (1973).